# Ginástica artística nos Jogos Olímpicos de Verão de 2020 - Individual geral feminino
A competição do individual geral feminino da ginástica artística nos Jogos Olímpicos de Verão de 2020 ocorreu em 25 e 29 de julho de 2021 no Centro de Ginástica de Ariake, em Tóquio. Um total de 85 ginastas de 40 Comitês Olímpicos Nacionais (CON) participaram do evento.
Sunisa Lee venceu a competição, continuando a sequência de vitórias dos Estados Unidos desde 2004 no individual geral feminino. Lee é a primeira campeã olímpica individual feminina de ascendência asiática, a primeira campeã olímpica individual asiático-americana na ginástica artística feminina e a primeira campeã olímpica hmong-americana em qualquer esporte. Rebeca Andrade, do Brasil conquistou a medalha de prata, sua primeira medalha olímpica, bem como a primeira medalha da ginástica artística feminina para seu país. Andrade também foi a primeira medalhista do individual geral de um país que não classificou uma equipe completa para as Olimpíadas. Angelina Melnikova, do ROC, fechou o pódio com o bronze, adicionando uma medalha individual as suas duas medalhas por equipe. Melnikova conquistou a terceira medalha de bronze consecutiva para as ginastas russas no individual geral feminino, após duas de Aliya Mustafina.

## Qualificação
Cada Comitê Olímpico Nacional (CON) poderia inscrever até seis ginastas: uma equipe de quatro e mais duas especialistas. As 12 equipes que se classificaram preencheram 48 vagas também para o individual geral, sendo as três primeiras equipes do Campeonato Mundial de 2018 (Estados Unidos, Rússia e China) e as nove primeiras equipes (excluindo as já qualificadas) do Campeonato Mundial de 2019 (França, Canadá, Países Baixos, Grã-Bretanha, Itália, Alemanha, Bélgica, Japão e Espanha).
As vagas restantes foram atribuídas individualmente. Cada ginasta poderia ganhar apenas uma vaga, sendo alguns dos eventos individuais abertos a ginastas de CONs com equipes qualificadas, enquanto outros não. Essas vagas foram preenchidas por meio de diversos critérios baseados no Campeonato Mundial de 2019, nas séries da Copa do Mundo, campeonatos continentais, país sede e convite da Comissão Tripartite.
A pandemia de COVID-19 atrasou muitos dos eventos de qualificação para a ginástica. Os Campeonatos Mundiais de 2018 e 2019 foram concluídos no prazo, mas muitos dos eventos da série da Copa do Mundo foram adiados para 2021.

## Formato
As 24 primeiras classificadas na fase qualificatória (limite de dois por CON) avançaram para a final geral. As finalistas realizaram um exercício adicional em cada aparelho. As pontuações obtidas na qualificação não são consideradas para a final e são atribuídas seguindo o código da Federação Internacional de Ginástica.

## Calendário
Horário local (UTC+9)
| Data        | Horário | Rodada         | Subdivisão   |
| ----------- | ------- | -------------- | ------------ |
| 25 de julho | 10:00   | Qualificatória | Subdivisão 1 |
| 25 de julho | 11:50   | Qualificatória | Subdivisão 2 |
| 25 de julho | 15:10   | Qualificatória | Subdivisão 3 |
| 25 de julho | 17:05   | Qualificatória | Subdivisão 4 |
| 25 de julho | 20:20   | Qualificatória | Subdivisão 5 |
| 29 de julho | 19:50   | Final          | Final        |

## Medalhistas
| Ouro   | USA Sunisa Lee         |
| Prata  | BRA Rebeca Andrade     |
| Bronze | ROC Angelina Melnikova |

## Resultados

### Qualificatória
As ginastas que ficaram entre as vinte e quatro primeiras classificaram-se para a final. Como apenas duas ginastas por CON poderiam avançar para a final, caso uma delas estivessem entre as vinte e quatro primeiras não estariam elegíveis para a final, com a vaga indo para a próxima ginasta na classificação.
| Pos. | Ginasta                         |        |        |        |        | Total  | Notas |
| ---- | ------------------------------- | ------ | ------ | ------ | ------ | ------ | ----- |
| 1    | USA Simone Biles                | 14.966 | 14.566 | 14.066 | 14.133 | 57.731 | QD    |
| 2    | BRA Rebeca Andrade              | 15.400 | 14.200 | 13.733 | 14.066 | 57.399 | Q     |
| 3    | USA Sunisa Lee                  | 14.333 | 15.200 | 14.200 | 13.433 | 57.166 | Q     |
| 4    | ROC Angelina Melnikova          | 14.466 | 14.933 | 13.733 | 14.000 | 57.132 | Q     |
| 5    | ROC Vladislava Urazova          | 14.600 | 14.866 | 14.000 | 13.633 | 57.099 | Q     |
| 6    | ROC Viktoria Listunova          | 14.300 | 14.766 | 13.866 | 14.000 | 56.932 |       |
| 7    | BEL Nina Derwael                | 13.900 | 15.366 | 13.766 | 13.566 | 56.598 | Q     |
| 8    | CHN Tang Xijing                 | 14.300 | 14.433 | 14.333 | 13.366 | 56.432 | Q     |
| 9    | USA Jade Carey                  | 15.166 | 14.133 | 12.866 | 14.100 | 56.265 | D     |
| 10   | FRA Mélanie de Jesus dos Santos | 14.466 | 14.566 | 13.233 | 13.166 | 55.431 | Q     |
| 11   | USA MyKayla Skinner             | 14.933 | 13.666 | 13.233 | 13.566 | 55.398 |       |
| 12   | GBR Jessica Gadirova            | 14.500 | 13.800 | 12.866 | 14.033 | 55.199 | Q     |
| 13   | USA Grace McCallum              | 14.533 | 14.100 | 13.066 | 13.466 | 55.165 |       |
| 14   | CHN Lu Yufei                    | 13.600 | 14.700 | 14.100 | 12.666 | 55.066 | Q     |
| 15   | CHN Zhang Jin                   | 14.433 | 13.100 | 13.966 | 13.433 | 54.932 |       |
| 16   | HUN Zsófia Kovács               | 14.500 | 14.433 | 13.133 | 12.666 | 54.732 | Q     |
| 17   | GBR Jennifer Gadirova           | 14.533 | 13.066 | 13.300 | 13.800 | 54.699 | Q     |
| 18   | FRA Carolann Héduit             | 14.233 | 13.966 | 13.200 | 12.900 | 53.799 | Q     |
| 19   | GER Elisabeth Seitz             | 14.266 | 14.700 | 12.333 | 12.933 | 54.232 | Q     |
| 20   | ITA Alice D'Amato               | 14.333 | 14.233 | 12.600 | 13.033 | 54.199 | Q     |
| 21   | ESP Roxana Popa                 | 14.300 | 14.400 | 12.866 | 12.533 | 54.099 | Q     |
| 22   | CAN Brooklyn Moors              | 14.133 | 13.000 | 13.300 | 13.533 | 53.966 | Q     |
| 23   | JPN Mai Murakami                | 14.433 | 12.133 | 13.466 | 13.933 | 53.965 | Q     |
| 24   | CAN Ellie Black                 | 14.533 | 12.800 | 14.100 | 12.266 | 53.699 | QL    |
| 25   | FRA Aline Friess                | 14.966 | 13.666 | 12.500 | 12.500 | 53.632 |       |
| 26   | BEL Jutta Verkest               | 13.400 | 13.633 | 13.666 | 12.933 | 53.632 | Q     |
| 27   | ITA Martina Maggio              | 14.100 | 13.700 | 13.066 | 12.700 | 53.566 | Q     |
| 28   | ROC Lilia Akhaimova             | 14.766 | 12.900 | 12.266 | 13.633 | 53.565 |       |
| 29   | KOR Lee Yun-seo                 | 13.400 | 14.333 | 12.841 | 12.966 | 53.540 | Q     |
| 30   | SUI Giulia Steingruber          | 14.833 | 12.800 | 12.600 | 13.300 | 53.533 | Q     |
| 31   | GER Kim Bui                     | 13.466 | 14.066 | 12.666 | 13.200 | 53.398 | Q     |
| 32   | NED Lieke Wevers                | 13.600 | 13.533 | 13.366 | 12.866 | 53.365 | R1L   |
| 33   | GBR Amelie Morgan               | 13.858 | 13.833 | 13.033 | 12.466 | 53.190 |       |
| 34   | ITA Asia D'Amato                | 14.233 | 13.933 | 13.133 | 11.833 | 53.132 |       |
| 35   | BEL Maellyse Brassart           | 13.766 | 13.366 | 13.033 | 12.766 | 52.931 |       |
| 36   | NED Eythora Thorsdottir         | 14.433 | 13.000 | 12.333 | 13.133 | 52.899 | R2    |
| 37   | AUS Georgia Godwin              | 13.766 | 13.033 | 12.900 | 13.166 | 52.865 | R3    |
| 38   | ROC Elena Gerasimova            | 13.466 | 13.233 | 13.766 | 12.333 | 52.798 |       |
| 39   | JPN Hitomi Hatakeda             | 12.266 | 14.133 | 13.000 | 13.333 | 52.732 | R4    |

Mudanças antes da final
- DA melhor qualificada Simone Biles desistiu por motivos de saúde mental. Biles foi substituída pela companheira de equipe Jade Carey, que havia sido excluída devido à regra de duas ginastas por país.[9]
- LEllie Black desistiu devido a uma lesão no tornozelo e foi substituída pela primeira reserva, Lieke Wevers.[10]

### Final
A final foi disputada em 29 de julho de 2021, com as classificadas competindo em cada aparelho e as notas sendo somadas para dar a pontuação final.
| Pos.              | Ginasta                         |        |        |        |        | Total  |
| ----------------- | ------------------------------- | ------ | ------ | ------ | ------ | ------ |
| Medalha de ouro   | USA Sunisa Lee                  | 14.600 | 15.300 | 13.833 | 13.700 | 57.433 |
| Medalha de prata  | BRA Rebeca Andrade              | 15.300 | 14.666 | 13.666 | 13.666 | 57.298 |
| Medalha de bronze | ROC Angelina Melnikova          | 14.633 | 14.900 | 13.700 | 13.966 | 57.199 |
| 4                 | ROC Vladislava Urazova          | 14.500 | 14.866 | 14.200 | 13.400 | 56.966 |
| 5                 | JPN Mai Murakami                | 14.533 | 13.733 | 13.766 | 14.000 | 56.032 |
| 6                 | BEL Nina Derwael                | 13.900 | 15.266 | 13.366 | 13.433 | 55.965 |
| 7                 | CHN Tang Xijing                 | 14.233 | 14.233 | 13.066 | 12.966 | 54.498 |
| 8                 | USA Jade Carey                  | 15.200 | 13.500 | 11.533 | 13.966 | 54.199 |
| 9                 | GER Elisabeth Seitz             | 14.200 | 14.500 | 12.933 | 12.433 | 54.066 |
| 10                | GBR Jessica Gadirova            | 14.566 | 13.666 | 12.033 | 13.700 | 53.965 |
| 11                | FRA Mélanie de Jesus dos Santos | 14.366 | 13.833 | 12.166 | 13.333 | 53.698 |
| 12                | FRA Carolann Héduit             | 14.400 | 13.566 | 12.566 | 13.033 | 53.565 |
| 13                | GBR Jennifer Gadirova           | 13.800 | 12.400 | 12.933 | 13.800 | 53.533 |
| 14                | HUN Zsófia Kovács               | 14.500 | 14.233 | 12.100 | 12.600 | 53.433 |
| 15                | SUI Giulia Steingruber          | 14.833 | 12.800 | 12.400 | 13.333 | 53.366 |
| 16                | CAN Brooklyn Moors              | 14.300 | 13.000 | 12.433 | 13.566 | 53.299 |
| 17                | GER Kim Bui                     | 13.466 | 13.766 | 12.600 | 13.166 | 52.998 |
| 18                | CHN Lu Yufei                    | 13.500 | 13.333 | 13.133 | 12.833 | 52.799 |
| 19                | ITA Martina Maggio              | 14.033 | 12.466 | 13.066 | 13.000 | 52.565 |
| 20                | ITA Alice D'Amato               | 14.300 | 13.000 | 11.633 | 12.966 | 51.899 |
| 21                | KOR Lee Yun-seo                 | 13.400 | 14.300 | 11.266 | 12.666 | 51.632 |
| 22                | ESP Roxana Popa                 | 14.600 | 12.100 | 11.700 | 13.133 | 51.133 |
| 23                | BEL Jutta Verkest               | 13.400 | 12.466 | 12.733 | 12.633 | 51.232 |
| 24                | NED Lieke Wevers                | 13.266 | 13.366 | 12.400 | 12.066 | 51.098 |